# Telfs
Telfs is een gemeente in het district Innsbruck Land van de Oostenrijkse deelstaat Tirol.

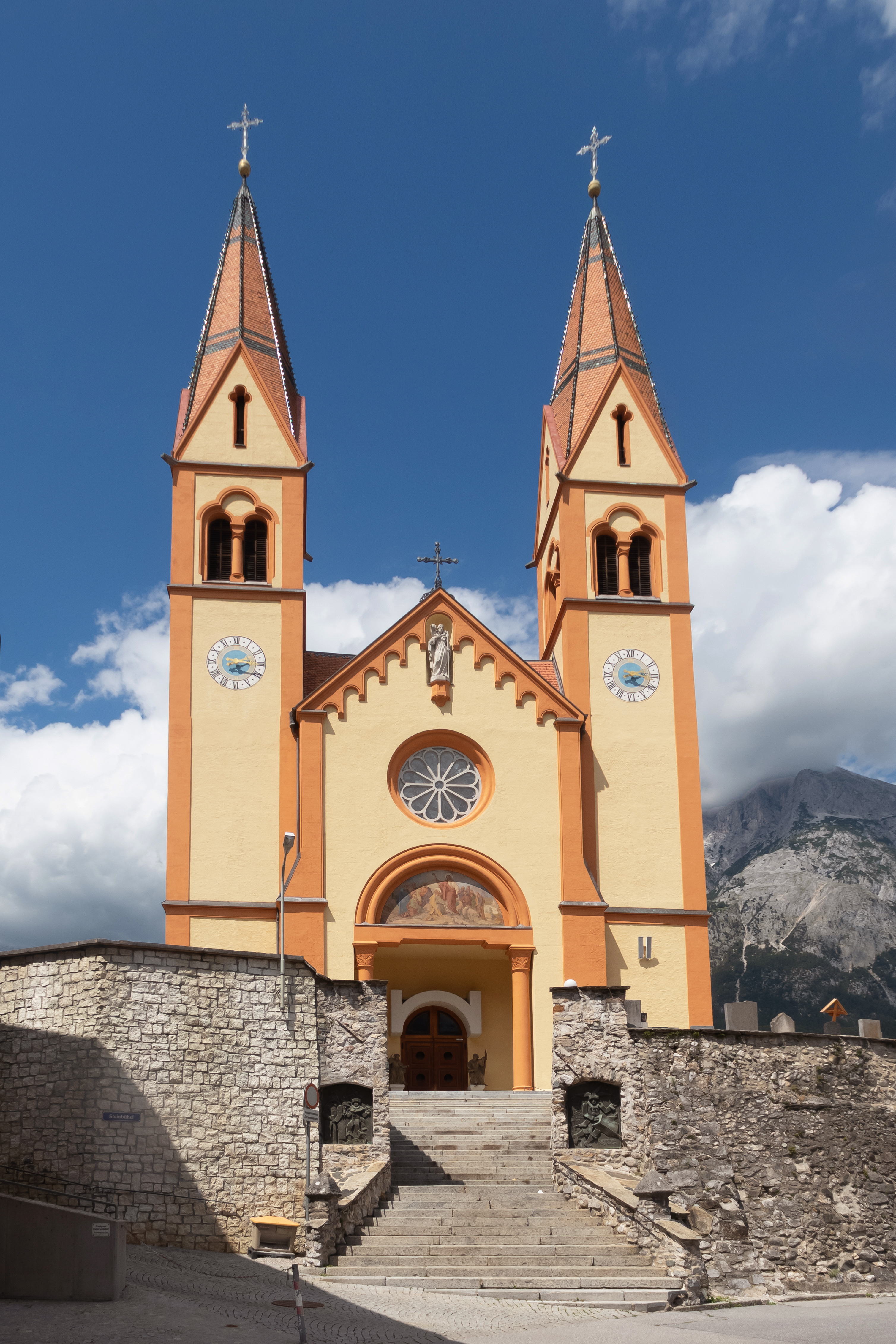
Telfs, kerk: Pfarrkirche Sankt Peter und Paul

Telfs is een gemeente met marktrecht en ligt aan de voet van de Hohe Munde in het Oberinntal, 27 kilometer ten westen van Innsbruck. De gemeente ligt aan de westkant van het district Innsbruck Land. Na Innsbruck en Kufstein is het qua inwoneraantal de grootste gemeente van Tirol. In Telfs is een arrondissementsrechtbank gevestigd.
In de 19e eeuw en het begin van de 20e eeuw nam de textielindustrie in Telfs een belangrijke plaats in. De oude fabrieksgebouwen bepalen nog het dorpsbeeld. Dit beeld wordt verder met name bepaald door de neoromaanse kerk met twee torens uit 1863. De textielindustrie heeft plaatsgemaakt voor productiebedrijven, energiebedrijven en een aanzienlijke dienstverleningssector. In 1981 had Telfs slechts circa 7700 inwoners, maar de gemeente is sindsdien sterk gegroeid.
In Telfs worden ieder jaar de Tiroler Volksschauspiele gehouden en eens in de vijf jaar vormt het het toneel voor de Schleicherlaufen, een soort carnavalsoptocht op vastenavond, waaraan enkele honderden gemaskerde mannen deelnemen. Er zijn aanwijzingen dat reeds in 1571 op deze manier de vastentijd werd ingeluid.

## Infrastructuur
Telfs ligt op een kruising van diverse wegen, van oost naar west door het Inndal, de weg over het Mieminger Plateau naar de Fernpas en de weg richting Seefeld en Garmisch-Partenkirchen. Telfs is bereikbaar via de Inntal Autobahn (afslagen Telfs en Telfs-Ost) en via de Arlbergspoorlijn.